# Station Drevvatn
Station Drevvatn  is een spoorwegstation in Drevvatn in de gemeente Vefsn in fylke Nordland in Noorwegen. Het station ligt aan Nordlandsbanen. Het werd geopend in 1941 toen Nordlansbanen werd verlengd tot Elsfjord. Naast de reguliere dienst die vanaf Trondheim-S het gehele traject naar Bodø rijdt, vertrekt er vanaf Mosjøen dagelijks een extra trein naar het noorden die ook in Drevvatn stopt.